# Udsali (Sõmerpalu)
Udsali – wieś w Estonii, w prowincji Võru, w gminie Sõmerpalu.